# Tercer ventrículo
El tercer ventrículo es la cavidad del sistema ventricular situada en el diencéfalo, ocupada por líquido cefalorraquídeo que baña las estructuras del diencéfalo.

Tiene funciones endócrinas, al permitir la difusión de sustancias y hormonas, que son filtradas al líquido cefalorraquídeo desde la sangre, a través de la eminencia media.

Otra función sería mecánica, y amortiguaría los golpes (traumatismos), que posiblemente dañarían las estructuras neurales. 

## Anatomía

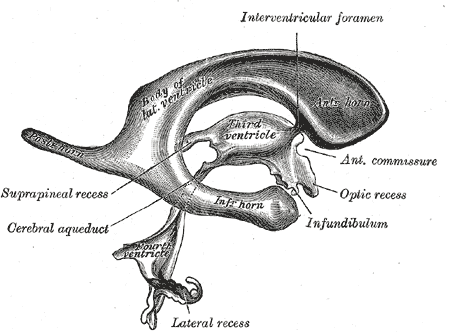
Tercer ventrículo en el centro (Third ventricle).

El tercer ventrículo es una estrecha cavidad ubicada entre los tálamos, en pleno diencéfalo. Limita hacia anterior con la lámina terminal, hacia posterior con la comisura posterior, el tallo del cuerpo pineal y la comisura habenular. 
- Las paredes laterales (conectadas por la adhesión intertalámica) limitan con la superficie medial de tálamo e hipotálamo (con el surco hipotalámico entre ambos).
- El techo se relaciona con la tela coroidea del tercer ventrículo (y sobre esta el fórnix), la cual se proyecta a cada lado de la línea media en la cavidad del tercer ventrículo para formar los plexos coroideos del tercer ventrículo, productores de líquido cefalorraquídeo (LCR), irrigados por la rama coroidea de las arterias carótida interna y basilar y drenados por las venas cerebrales internas que luego drenan en la vena cerebral magna o de Galeno.

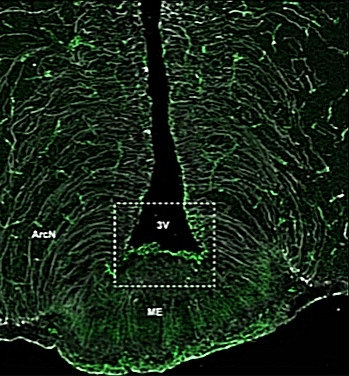
3V= Tercer ventrículo. En recuadro: piso del tercer ventrículo. ME= Eminencia media.

- El piso del tercer ventrículo, está formado (de anterior a posterior) por el quiasma óptico, el infundíbulo que suspende a la hipófisis, el tuber cinereum y los cuerpos mamilares. En el extremo inferior de la pared posterior del tercer ventrículo se inicia el delgado acueducto cerebral o de Silvio (la cavidad del mesencéfalo), el cual en un trayecto hacia caudal de casi 1,8 cm, permite que el LCR pase desde el tercer al cuarto ventrículo.